# Salam Jiddou
Ahmed Salam Ag Jiddou (Sanankoroba, 1º febbraio 2000) è un calciatore maliano, centrocampista dell'ES Sétif.

## Carriera

### Club
Jiddou è cresciuto nelle giovanili del Guidars, e nel 2018 è stato acquistato dal Monaco, dove ha trascorso le stagioni successive fra Under-23 e seconda squadra.
Nel 2023 ha lasciato il club francese per firmare con l'ES Sétif in Algeria.

### Nazionale
Ha giocato nella nazionale maliana Under-17.
Nel 2024 è stato convocato dalla nazionale olimpica maliana per partecipare ai Giochi della XXXIII Olimpiade.

## Statistiche

### Presenze e reti nei club
Statistiche aggiornate al 24 luglio 2024.
| Stagione        | Squadra         | Campionato      | Campionato | Campionato | Coppe nazionali | Coppe nazionali | Coppe nazionali | Coppe continentali | Coppe continentali | Coppe continentali | Altre coppe | Altre coppe | Altre coppe | Totale | Totale | Totale |
| Stagione        | Squadra         | Comp            | Pres       | Reti       | Comp            | Pres            | Reti            | Comp               | Pres               | Reti               | Comp        | Pres        | Reti        | Pres   | Reti   |        |
| --------------- | --------------- | --------------- | ---------- | ---------- | --------------- | --------------- | --------------- | ------------------ | ------------------ | ------------------ | ----------- | ----------- | ----------- | ------ | ------ | ------ |
| 2018-2019       | Monaco          | N2              | 4          | 0          |                 | -               | -               |                    | -                  | -                  |             | -           | -           | 4      | 0      |        |
| 2019-2020       | Monaco          | N2              | 2          | 0          |                 | -               | -               |                    | -                  | -                  |             | -           | -           | 2      | 0      |        |
| 2020-2021       | Monaco          | N2              | 1          | 0          |                 | -               | -               |                    | -                  | -                  |             | -           | -           | 1      | 0      |        |
| 2021-2022       | Monaco          | N2              | 11         | 0          |                 | -               | -               |                    | -                  | -                  |             | -           | -           | 11     | 0      |        |
| 2023-2024       | ES Sétif        | L1              | 25         | 1          | CA              | 0               | 0               |                    | -                  | -                  |             | -           | -           | 25     | 1      |        |
| Totale carriera | Totale carriera | Totale carriera | 43         | 1          |                 | 0               | 0               |                    | -                  | -                  |             | -           | -           | 43     | 1      |        |